# Overkill (musikalbum)
Overkill är andra albumet av gruppen Motörhead. Albumet släpptes 1979. Overkill blev snabbt en klassiker och Motörhead turnerade över hela England.

## Låtlista
1. Overkill
2. Stay Clean
3. (I Won't) Pay Your Price
4. I'll Be Your Sister
5. Capricorn
6. No Class
7. Damage Case
8. Tear Ya Down
9. Metropolis
10. Limb From Limb